# Ombrochorie
Als Ombrochorie bezeichnet man die Ausbreitung von Pflanzensamen mittels Regentropfen. Es ist eine Unterform der Ausbreitungsmechanismen von Pflanzen.
Die Ombrochorie wird sowohl von Sumpfpflanzen genutzt als auch von Pflanzen, die an trockenen Standorten gedeihen oder gar in der Wüste beheimatet sind. Die Ombrochorie wird dabei feiner unterteilt in sogenannte Regenschwemmlinge und Regenballisten.

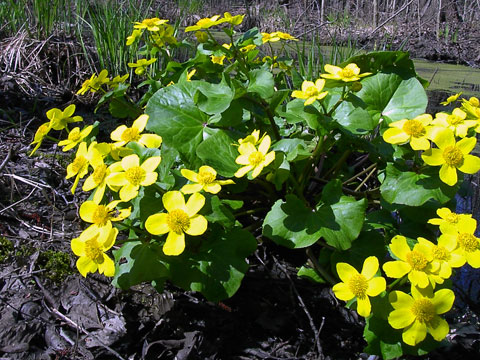
Die Sumpfdotterblume zählt zu den Regenschwemmlingen.

- Regenschwemmlinge (Ombrohydrochorie) sind Pflanzen, deren Kapsel- oder Balgfrüchte sich nur öffnen, wenn sie durch Feuchtigkeit Wasser aufnehmen und die Fruchtwände dadurch aufquellen. Die gereiften Samen werden dann durch den herabfallenden Regen aus den Fruchtbehältern herausgeschwemmt. Typische Regenschwemmlinge sind die Sumpfdotterblume und der Winterling. Auch der Mauerpfeffer, der an eher trockenen Standorten steht, breitet seinen Samen über diesen Mechanismus aus.

- Regenballisten (Ballombrochorie) (Hydroballochorie) nutzen dagegen die Energie der herabfallenden Regentropfen zur Ausbreitung des Samens. Zu ihnen zählen Salbei, Braunelle und Basilikum.

Ombrochorie ist gemeinsam mit der Bythisochorie (der Ausbreitung durch die Strömung von Fließgewässern) und der Nautochorie (Schwimmausbreitung) eine Unterform der Hydrochorie – der Ausbreitung von Pflanzensamen durch Wasser.
Eine spezielle, seltene Art der chasmogamen Selbstbestäubung ist die Regenbestäubung, die Ombrophilie (Ombrogamie), einer durch Regen benetzten Blüte. Bei Regen füllen sich die Blütenschalen mit Wasser und der Pollen wird so von den Staubbeuteln auf die Narbe übertragen. Dies ist nicht dasselbe wie die Verbreitung von Samen durch Regentropfen. Auch verschieden ist die Hydrokleistogamie wo die Blüte geschlossen bleibt.